# حديبة وداجية
الحديبة الوداجية (بالإنجليزية: Jugular tubercle)‏ هي بروز بيضاوي الشكل يوجد على السطح العلوي للأجزاء الجانبية (الوحشية) من العظم القذالي، وهي تعتلي القناة تحت اللسان، وفي بعض الأحيان يقطعها أخدود مائل خاص بالعصب البلعومي اللساني، العصب المبهم، والأعصاب الإضافية.

## روابط خارجية
- "Anatomy diagram: 34257.000-2". Roche Lexicon - illustrated navigator. Elsevier. مؤرشف من الأصل في 2014-01-01.
- الرسم البياني في wayne.edu